# Henk Horsten
Henk Horsten es un deportista neerlandés que compitió en taekwondo. Ganó una medalla en el Campeonato Mundial de Taekwondo de 1979, y dos medallas en el Campeonato Europeo de Taekwondo en los años 1980 y 1982.

## Palmarés internacional
| Campeonato Mundial | Campeonato Mundial     | Campeonato Mundial | Campeonato Mundial |
| Año                | Lugar                  | Medalla            | Categoría          |
| ------------------ | ---------------------- | ------------------ | ------------------ |
| 1979               | Stuttgart (RFA)        | Medalla de bronce  | –64 kg             |
| Campeonato Europeo |                        |                    |                    |
| Año                | Lugar                  | Medalla            | Categoría          |
| 1980               | Copenhague (Dinamarca) | Medalla de oro     | –64 kg             |
| 1982               | Roma (Italia)          | Medalla de plata   | –64 kg             |